# Seno Sever
Seno Sever (15 mei 1980) is een Nederlands acteur.

## Levensloop
Sever is opgegroeid in Nijmegen. Hij speelde rollen in onder andere Onderweg naar Morgen en 16 miljoen rechters en een vaste rol in Van Speijk als snackbareigenaar Efe Uslu. Sever was ook te zien in verschillende binnenlandse en buitelandse commercials.
Sever is bij zijn geboorte vernoemd naar zijn overgrootvader Seno. Sever spreekt vijf talen vloeiend waaronder het Italiaans.

## Filmografie

### Film/Serie
- 2024 - De jacht op Meral Ö. - Mehmet
- 2023 - Mocro Maffia - Restauranteigenaar
- 2022 - Flikken Maastricht - Nico van der Veer
- 2020 - Only death never lies - Bokscoach
- 2020 - Lieve Mama - Agent Loukili
- 2019 - De kuthoer - Politieagent
- 2018 - Fenix televisieserie - Bulut Merzig
- 2017 - Gangsterdam - Souleymane
- 2009 - Abi - KRO Kindertijd - Slager Mehmet
- 2007 - Van Speijk  (seizoen 2) - Efe Uslu
- 2006 - Van Speijk (seizoen 1) -  Efe Uslu
- 2006 - 16 miljoen rechters - Clifton
- 2005 - Onderweg naar Morgen - Ibrahim

### Theater/musical
- 1999 - Swan Lake (regie: Phillip Mackenzie) - Prins